# Doom 3
Doom 3 er et computerspil. Det blev udgivet af id Software i 2004. Doom 3 blev lavet som en remake af det oprindelige Doom. Ligesom i det gamle Doom løber man rundt i mørke, smalle gange og skyder væsner fra helvede.
Grafikken var på daværende tidspunkt en af de bedste på markedet. Historien fik dog kritik for at være for tynd.
Doom 3 fik også en udvidelsespakke i form af Doom 3: Resurrection of Evil.